# Afholderbach
Afholderbach ist ein Stadtteil von Netphen im Kreis Siegen-Wittgenstein in Nordrhein-Westfalen mit 212 Einwohnern (Stand: 30. Juni 2022).

## Geographische Lage
Die Ortsfläche beträgt 5,9 km² und der Ort liegt im Tal auf 340 m Höhe. Der höchste Berg in der Umgebung ist der Berg Alte Burg mit 632,9 m Höhe. Afholderbach liegt etwa 5 km nordöstlich von Netphen an der B 62. Nach Sohlbach und Oechelhausen sind es etwa 1,5 km. Eschenbach liegt 2 km südwestlich und zur Talsperre nach Brauersdorf im Süden sind es etwa 3 km. Durchflossen wird Afholderbach vom Sieg-Zufluss Netphe.

### Nachbarorte
Nachbarorte sind Grund im Norden, Lützel im Nordosten, Sohlbach im Osten, Walpersdorf im Südosten, Brauersdorf im Süden, Eschenbach im Südwesten, Frohnhausen im Westen und Oechelhausen im Nordwesten.

## Geschichte
Die erste urkundliche Erwähnung des Ortes war am 13. Februar 1345 als „Affelterbach“.
Bis zur kommunalen Neugliederung am 1. Januar 1969 gehörte der Ort dem Amt Netphen an.

### Einwohnerzahlen
Einwohnerzahlen des Ortes:
| Jahr | Einwohner |
| ---- | --------- |
| 1818 | 168       |
| 1885 | 151       |
| 1895 | 131       |
| 1905 | 140       |
| 1910 | 128       |
| 1925 | 136       |

| Jahr | Einwohner |
| ---- | --------- |
| 1933 | 139       |
| 1939 | 123       |
| 1950 | 179       |
| 1961 | 143       |
| 1967 | 163       |
| 1994 | 204       |

| Jahr | Einwohner |
| ---- | --------- |
| 2007 | 203       |
| 2009 | 209       |
| 2012 | 205       |
| 2013 | 205       |
| 2015 | 212       |
| 2017 | 196       |

| Jahr | Einwohner |
| ---- | --------- |
| 2021 | 211       |
| 2023 | 216       |

## Öffentliche Einrichtungen
Zu den Begegnungsstätten und öffentlichen Einrichtungen des Dorfes zählen das Dorfgemeinschaftshaus (hier besteht evangelisches Kapellenrecht, einmal im Monat wird ein
sonntäglicher Frühgottesdienst gefeiert), der Spielplatz und Bolzplatz sowie der Schützenplatz. Afholderbach besitzt auch einen eigenen Friedhof. Die Trauerfeiern werden
in der ev. Martini-Kirche Netphen gehalten, anschließend sind die Beisetzungen hier.

## Sehenswürdigkeiten
- Die alten Fachwerkhäuser mitsamt dem Afholderbacher Weiher zählen ebenso zu den sehenswerten Gebäuden wie die „Alte Mühle“ und der Backes.
- Als bemerkenswert wird die Wallburg „Alte Burg“ angesehen. Sie befindet sich auf dem Kegel des Bergs „Alte Burg“. Sie ist die größte der Siegerländer Wallburgen mit einer Fläche von 10 Hektar und wird von zwei runden und ovalen Wallzügen begrenzt.[12][13]